# Карени
Карени или Кајини (каренски: ကညီကလုာ်, бурмански: ကရင်လူမျိုး, тајландски: กะเหรี่ยง) су сино-тибетански народ сродан Бурманцима, који претежно насељава Мјанмар (Бурму), то јест мјанмарску државу Карен у јужном делу земље. Карени су хетероген народ, чије подгрупе немају заједничку културу, обичаје и језик. Са око 6 милиона припадника, Карени чине отприлике 7% становништва ове државе. Велики број Карена је емигрирао у Тајланд, већином населивши подручја на тајландско-бурманској граници, где има око 2 милиона Карена.

## Порекло
Каренске легенде говоре о „реци текућег песка“, коју су преци прешли на путу у југоисточну Азију. Велики део Карена верује да се ово односи на пустињу Гоби (која се налази између Монголије и Кине), док већина научника одбацује овакво тумачење. Према њима, то је река која тече и носи песак, а највероватније је у питању седиментима богата Жута река у Кини. Обале око горњег тока ове реке сматрају се прадомовином сино-тибетских језика. Карени (7%) чине трећу највећу етничку групу у Мјанмару, после Бурманаца (68%) и Шана (9%).

## Етимологија
Термин Карен је англиканизован термин речи Кајин (ကရင်), чија етимологија је нејасна. Та реч, која је првобитно била дерогаторни термин за небудистичке народе, можда је дошла из монског језика, који припада мон-кмер групи аустроазијске породице језика, или је изведена из речи Кањан (енгл. Kanyan), која означава име ишчезле цивилизације.

## Демографија
Укупан број Карена тешко је установити - броје око 7,5 милиона припадника широм света, од тога 6 милион у Мјанмару, 1 милион у Тајланду, 64.759 у САДу, а остало отпада на друге државе (пре свега англофонске - Канада, Аустралија, као и Скандинавија).
Неки Карени су настанили Андаманска и Никобарска острва.

## Религија
Око 65% Карена су будисти, 15% су хришћани и 20% анимисти/шаманисти.